# Macshon állomás
Macshon (Machon) állomás a szöuli metró 5-ös vonalának állomása, mely  Szongpha-ku (Songpa-gu) kerületben található.

## Viszonylatok
| 5-ös vonal                           | 5-ös vonal               | 5-ös vonal |
| ------------------------------------ | ------------------------ | ---------- |
| Kojo (Geoyeo) Panghva (Banghwa) felé | Macshon (Machon) szakasz | végállomás |